# Trigonia virens
Trigonia virens là một loài thực vật có hoa trong họ Trigoniaceae. Loài này được J.F. Macbr. miêu tả khoa học đầu tiên năm 1931.